# Laghi del Kosovo
I laghi del Kosovo sono i seguenti.
Laghi principali
|    | Lago       | Area (km²) | Altitudine (m) | Profondità (m) | Volume (milioni di m³) | Tipo        | Caratteristiche                     |
| -- | ---------- | ---------- | -------------- | -------------- | ---------------------- | ----------- | ----------------------------------- |
| 1. | Gazivoda   | 9.2        | 693            | 105            | 380                    | artificiale | bacino del fiume Ibar               |
| 2. | Radonjićko | 5.06       |                |                | 113                    | artificiale | bacino del fiume Sosnica            |
| 3. | Batlava    | 3.07       | 600            | 35             | 40                     | artificiale | bacino del fiume Batlava            |
| 4. | Badovac    | 1.7        |                | 29             | 26                     | artificiale | bacino del fiume Gračanka           |
| 5. | Fierza     | 2.46       | 295            | 128            |                        | artificiale | bacino idroelettrico del fiume Drin |